# Mike Bauer
Mike Bauer (* 29. Juni 1959 in Oakland, Kalifornien) ist ein ehemaliger US-amerikanischer Tennisspieler.

## Leben
Bauer studierte an der University of California in Berkeley und wurde in die Bestenauswahl All-American gewählt. 1981 konnte er seine ersten beiden Doppeltitel auf der ATP World Tour feiern. Im Jahr darauf gewann er in Bangkok seinen ersten Einzeltitel. Einen zweiten Titel gewann er in Adelaide, den er im Jahr darauf verteidigen konnte. 1983 errang er zudem zwei weitere Doppeltitel, darunter das Turnier von Sydney, welches er an der Seite von Pat Cash gewann. Im darauf folgenden Jahr stand er im Einzel drei Mal in einem Halbfinale und im Doppelfinale des Turniers von Melbourne. Es folgte eine lange Durststrecke in Bauers Karriere, in deren Folge er auf die ATP Challenger Tour wechselte, wo er bis Anfang der 1990er Jahre vornehmlich spielte. Er konnte auf der Challenger-Tour zwar keine Titel gewinnen, erreichte jedoch unter anderem das Einzelfinale von Berkeley und Bloemfontein. In dieser Zeit zählten zu seinen Doppelpartnern unter anderem Luke Jensen, Udo Riglewski und Alexander Mronz.
1992 gelang ihm zum ersten Mal seit fast einem Jahrzehnt wieder ein Turniererfolg, als er den Doppeltitel von Tel Aviv gewann. 1993 folgten zwei weitere Doppeltitel. Zudem stand er mit wechselnden Partnern in vier weiteren Finalbegegnungen, darunter bei den Gerry Weber Open mit Marc-Kevin Goellner sowie in Wien mit David Prinosil. Seinen letzten Titel errang er 1994 an der Seite von David Rikl abermals in Wien gegen Greg Rusedski und den Lokalmatador Alex Antonitsch.
Insgesamt gewann er im Laufe seiner Karriere neun ATP-Doppeltitel. Weitere sechs Mal stand er in einem Doppelfinale. Seine höchste Notierung in der Tennis-Weltrangliste erreichte er 1984 mit Position 29 im Einzel sowie 1983 mit Position 25 im Doppel. Da er Ende 1984 auch die deutsche Staatsbürgerschaft erlangte, galt er, kurz vor Boris Beckers steiler Karriere, als Nr. 1 der deutschen Tennisrangliste.
Sein bestes Einzelresultat bei einem Grand-Slam-Turnier war die Drittrundenteilnahme in Wimbledon 1983, wo er dem den späteren Finalisten Chris Lewis unterlegen war. In der Doppelkonkurrenz erreichte er jeweils das Viertelfinale der Australian Open, der French Open und der US Open.

## Erfolge
| Legende                       |
| Grand Slam                    |
| Tennis Masters Cup            |
| ATP Masters Series            |
| ATP International Series Gold |
| ATP International Series (12) |

### Einzel (3)
| Nr. | Datum          | Turnier      | Belag       | Finalgegner     | Ergebnis      |
| --- | -------------- | ------------ | ----------- | --------------- | ------------- |
| 1.  | 2. Januar 1982 | Bangkok      | Teppich (i) | Jim Gurfein     | 6:1, 6:2      |
| 2.  | 2. Januar 1983 | Brisbane     | Hartplatz   | Chris Johnstone | 4:6, 7:6, 6:2 |
| 3.  | 1. Januar 1984 | Brisbane (2) | Hartplatz   | Miloslav Mečíř  | 3:6, 6:4, 6:1 |

### Doppel
| Nr. | Datum             | Turnier           | Belag     | Partner            | Finalgegner                       | Ergebnis      |
| --- | ----------------- | ----------------- | --------- | ------------------ | --------------------------------- | ------------- |
| 1.  | 15. November 1982 | Taipeh            | Teppich   | John Benson        | John Austin Mike Cahill           | 6:4, 6:3      |
| 2.  | 29. November 1981 | Manila            | Sand      | John Benson        | Drew Gitlin Jim Gurfein           | 6:4, 6:4      |
| 3.  | 21. November 1982 | Bangkok           | Teppich   | John Benson        | Charles Strode Morris Strode      | 7:5, 3:6, 6:3 |
| 4.  | 17. Juli 1983     | Stuttgart         | Sand      | Anand Amritraj     | Pavel Složil Tomáš Šmíd           | 4:6, 6:3, 6:2 |
| 5.  | 18. Dezember 1983 | Sydney            | Rasen     | Pat Cash           | Rod Frawley Broderick Dyke        | 7:6, 6:4      |
| 6.  | 18. Oktober 1992  | Tel Aviv          | Hartplatz | João Cunha e Silva | Mark Koevermans Tobias Svantesson | 6:3, 6:4      |
| 7.  | 21. März 1993     | Casablanca        | Sand      | Piet Norval        | Ģirts Dzelde Goran Prpić          | 7:5, 7:6      |
| 8.  | 31. Oktober 1993  | Santiago de Chile | Sand      | David Rikl         | Christer Allgårdh Brian Devening  | 7:6, 6:4      |
| 9.  | 23. Oktober 1994  | Wien              | Teppich   | David Rikl         | Alex Antonitsch Greg Rusedski     | 7:6, 6:4      |